# المنطقة 51: لا يمكنهم إيقافنا

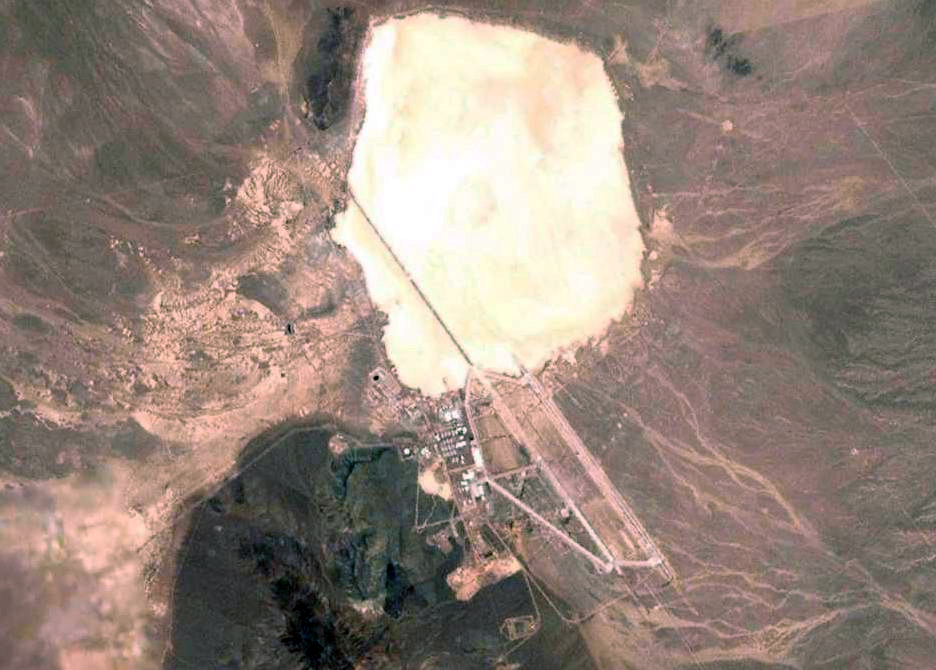
صورة جوية مُلتقطة للمنطقة 51

المنطقة 51: لا يمكنهم إيقافنا (بالإنجليزية: Storm Area 51, They Can't Stop All of Us)‏ هي عبارة عن حدثٍ تمّ إنشائهُ على موقع التواصل الشهير فيسبوك يقضي باقتحامِ المنطقة 51 – وهي منشأة تابعة لسلاح الجو الأمريكي يُقال إنها تُستعمل لإجراء اختبارات للبحثِ عن حياةٍ خارج كوكب الأرض – في 20 أيلول/سبتمبر 2019 من 3:00 صباحًا إلى 6:00 صباحًا بتوقيت منطقة المحيط الهادئ. تمّ إنشاء الحدث على فيسبوك من قِبل شابٍ يُدعى ماتي روبرتس؛ وبعدما حقّق – أي الحدث – شهرة وضجّة كبيرتين – أكّد ماتي أنه كان يمزحُ لا غير نافيًا مسؤوليته عن أيّ «إصاباتٍ» إذا ما حاولَ الناس فعلاً مداهمة القاعدة العسكرية في اليومِ الموعود. وكانَ روبرتس قد أنشأَ الحدث على موقع فيسبوك في 27 حزيران/يونيو 2019؛ وسُرعان ما انتشرَ بشكلٍ كبيرٍ جدًا حيثُ أعلنَ أكثر من مليوني شخص – عبر خاصيّة المشاركة في الحدث على فيسبوك – عن انخراطهم في عمليّة الاقتحام في العشرين من أيلول/سبتمبر بينما قال 1.5 مليون إنّهم «مهتمون» بالحدث.
بعدَ الانتشار الكبير للحدث؛ أعلنَ بعض المسؤولين المحليين في ولاية نيفادا – وهي الولاية التي تقعُ فيها القاعدة – عن خشيتهم من حصول أمور خارجة عن السيطرة بسببِ العدد الكبير من الناس. بحلول منتصف شهر أيلول/سبتمبر؛ أعلن روبرتس على موقعه الإلكتروني عن إلغاء الحدث بسبب سوء التخطيط والمخاوف المتعلقة بالسلامة ونقص البنية التحتية مضيفًا أنه يخشى حدوث «كارثة إنسانية»، وقَال أيضًا إنه سيتم نقل الحدث إلى لاس فيغاس وتسمية «الاحتفال» هناك بالمنطقة 51.
قالت المتحدثة باسمِ القوات الجوية لورا ماكندروز إن المسؤولين الحكوميين اطّلعوا على الحدث وأثنوا الناس عن محاولة دخول المنشآت العسكرية، كما حذرت المسؤولين في نيفادا من المشاركين المحتملين في هذا الحدث ومن إمكانيّة تعديهم على ممتلكات الغير. الجدير بالذكرِ هنا أنّه كان لهذا الحدث – على الرغم من أن الغرض منه كوميديٌّ بالأساس – تأثيرًا على الشركات المحلية في كل من نيفادا وما حولها حيثُ بدأت عددٌ من الشركات في الاستعداد لاستقبالِ الزوار فيما عملت أخرى على الترويج لمنتجهاتها هناك من أجل بيعها للوافدين.

## خلفية

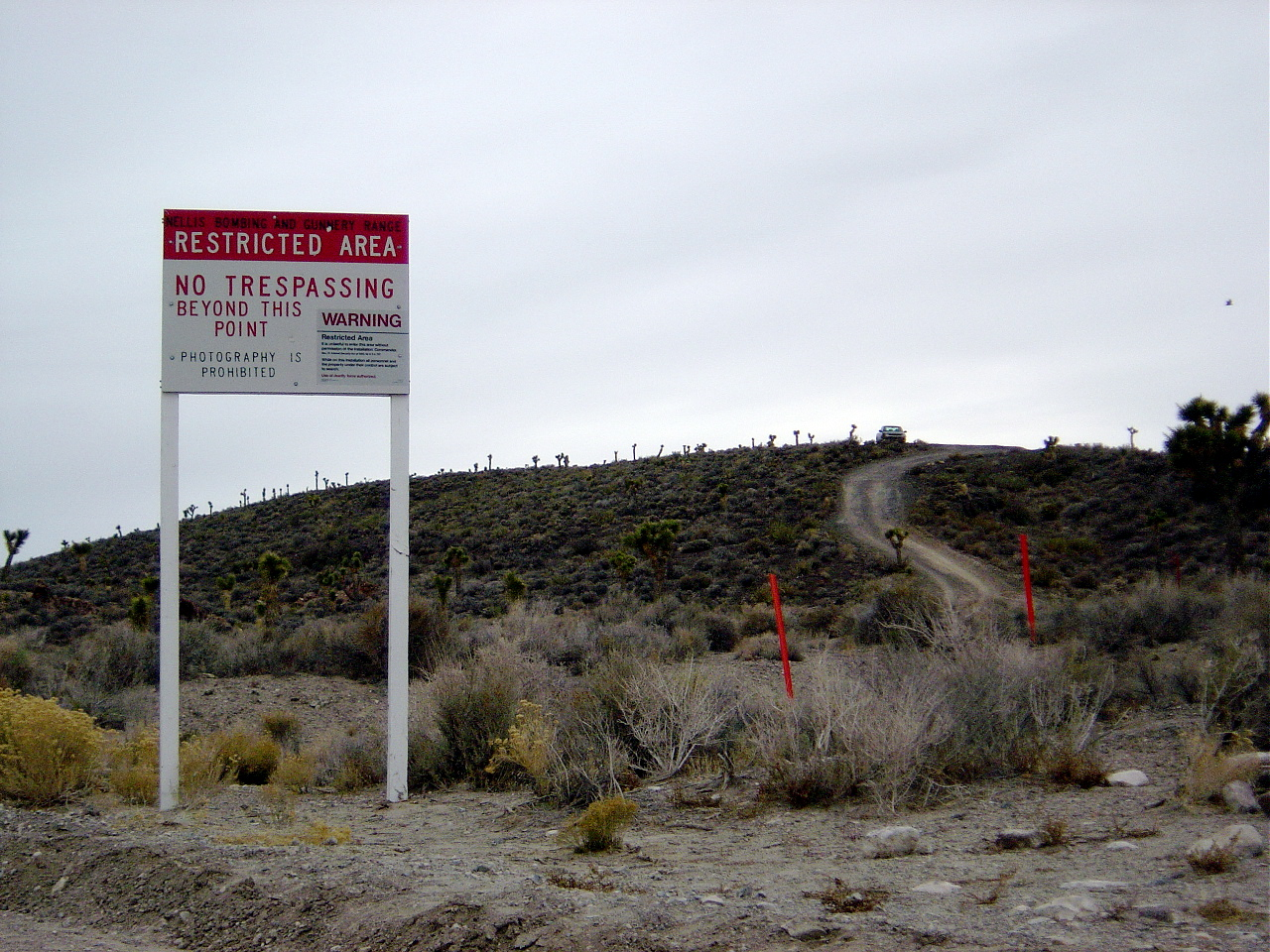
علامة تحذير بالقرب من المنطقة 51 (تشرين الثاني/نوفمبر 2003)

لطالَما كانت المنطقة 51 موضوعًا للعديد من نظريات المؤامرة المتعلقة بالفضائيين منذ الخمسينيات عندما أبلغَ بعض الأفراد عن رؤية أجسام غريبة في موقع القاعدة. بعد ذلك بوقتٍ قصيرٍ؛ بدأ الجيشُ الأمريكي في تسيير طائرات تجسس تابعة لوكالة المخابرات المركزيّة في المنطقة. بحلول عام 2013؛ كشفت وكالة المخابرات المركزية الأمريكية عن وثائق تتعلق بالمنطقة 51 واعترفت بوجودها. يعتقد مُنظّري المؤامرة أن المعلومات حولَ «الأجسام الغريبة» أو الأسرار المتعلقة بالكائنات الفضائية يتمّ تخزينها في المنطقة 51. قدّم البنتاغون في حزيران/يونيو 2019 إحاطة عن الأجسام الغريبة التي واجهها طيارو البحرية لأعضاء الكونغرس، كما تم اطلاع الرئيس الأمريكي دونالد ترامب على «الأجسام الغريبة».

## الحدث على فيسبوك
أنشأَ شابٌ أمريكيّ يُدعى ماتي روبرتس الحدث على فيسبوك في 27 حزيران/يونيو «كمزحة» ولم يكن يتخيّل انتشاره بهذه الطريقة حسبَ ما صرّح في وقتٍ لاحقٍ لبعض وسائل الإعلام. وضعَ روبرتس في وصفِ الحدث بأنّه يُخطّط وآخرون على اقتحام المنطقة 51 – المعروفة بسريّتها – في 20 أيلول/سبتمبر 2019 من الساعة 3 صباحًا إلى 6 صباحًا بتوقيت المحيط الهادئ، ثمّ نشر منشورًا كتبَ فيه: «إذا نجحنا في الجري «بسرعة ناروتو» – في إشارةٍ إلى أسلوب الجري الفريد لشخصية أنيمي ناروتو أوزوماكي والعديد من الشخصيات الأخرى الذين يركضون وأذرعهم ممدودة خلفهم – فسيُمكننا التحرّك بشكلٍ أسرع من رصاصهم.»
قال روبرتس إنّ الحدث على فيسبوك جمعَ حوالي 40 توقيعًا فقط في الأيّام الثلاث الأولى من إطلاقه قبل أن ينتشرَ بشكلٍ فيروسي فيما بعد عقبَ تداوله في منصاتٍ أخرى على غرار تيك توك، ريديت وإنستغرام. امتلأت صفحات فيسبوك بالحدث ونُشر حول الموضوع آلاف المنشورات الساخرة التي ناقَشت بعضها أفضل طريقة لاقتحام المنطقة 51. بعد الانتشار الفيروسي للحدث؛ أعربَ روبرتس عن قلقهِ من أن يتمّ استدعائهُ من قِبل مكتب التحقيقات الفيدرالي على خلفيّة ما فعل. تلقّى الحدث – على منصّة فيسبوك دومًا – مليوني توقيع فيما قالَ 1.5 مليون إنّهم مهتمين اعتبارًا من 22 آب/أغسطس. منذ ذلك الحين؛ وضعَ روبرتس خططًا لتنظيم مهرجان موسيقى استنادًا إلى هذا الحدث.
ألهمَ هذا الحدث عددًا من رواد فيسبوك الآخرون الذين بدأوا في إنشاءِ أحداثٍ مماثلة على فيسبوك على غِرار خطّة اقتحام «قبو سرّي» في كنيسة يسوع المسيح لقديسي الأيام الأخيرة، وخطّة أخرى لاقتحامِ لوخ نس، بل حتى خطّة ثالثة لزيارةِ مثلث برمودا. في هولندا؛ أُنشأَ حدثٌ على الموقع من يُطالب باقتحامِ مقر أحد فروع وزارة التعليم كاحتجاجٍ على قروض الطلاب.

## استجابة الحكومة
بحلول 10 تمّوز/يوليو؛ تحدثت لورا ماكدونالدز المتحدثة باسم القوات الجوية الأمريكية مع واشنطن بوست قائلةً إنّ المسؤولين على درايةٍ بالحدث ثمّ استرسلت: «المنطقة 51 عبارةٌ عن مجموعة تدريب مفتوحة للقوات الجوية الأمريكية ولن نُشجّع أي شخصٍ على اقتحامها» مضيفةً: «دائمًا ما يكون سلاح الجو الأمريكي مستعدًا لحماية أمريكا وممتلكاتها.» قالَ مصدرٌ آخر في قاعدة نيليس الجوية أن «أي محاولة للوصول إلى المنطقة بطريقة غير قانونية سيتمّ إحباطها.» في السياق ذاته؛ نقلت بعض وسائل الإعلام خبرًا مفادهُ أنّ مكتب التحقيقات الفيدرالي قد بدأَ في مراقبة بعض الأشخاص الذين يُسجّعون على عملية اقتحام المنطقة. دفعت الأحداث المحيطة باقتحامِ المنطقة إدارة الطيران الفيدرالية إلى فرضِ قيودِ مؤقتة على الطيران حيثُ أعلنت عن نيّتها إغلاق المجال الجوي فوق مكانين بالقرب من المنطقة 51 خلال «أيّام الاقتحام».

## التأثير

### مقاطعة لينكولن
بحلول آب/أغسطس 2019؛ صاغ مسؤولو مقاطعة لينكون إعلانًا طارئًا وخطة لتجميع الموارد رفقة المقاطعات المجاورة استعدادًا لاستقبالِ أزيد من 40,000 شخص. تجدر الإشارة هنا إلى أنّ المقاطعة تحتوي على 184 غرفة فندقية فقط؛ ويتوقع المسؤولون أن تكون شبكة الهواتف المحمولة المحليّة غير قادرة على التعامل مع حركة المرور الإضافية كما أعربوا عن قلقهم بشأن الاكتظاظ في المعسكرات ومحطات الوقود والمرافق الطبية العامة. صرّح قائد مقاطعة كيري لي بأنه سيتم إحضار 300 مُسعف إضافي و150 ضابط شرطة من جميع أنحاء ولاية نيفادا للتعامل مع القادِمين المُحتملين لزيارة المنطقة 51.
نشرت مدينة راشيل الصغيرة تحذيرًا على موقعها على الإنترنت حيث نصحت الحاضرين بأن يكونوا «متمرسين» وأن يكونوا قادرين على المشي لمسافات طويلة والقُدرة على التكيّف مع بيئة صحراوية قاسية وأن تكون لديهم سيارة للتنقل. قالت السلطات المحليّة للمدينة في نفسِ البيان أيضًا بأن راشيل من المحتمل أن تكون غير قادرة على توفير ما يكفي من الطعام أو الماء أو الغاز للزوار ثمّ حذروا السكان المحليين بالاستعداد للتعامل مع الكمّ الهائل من الزوار المُحتملين.

### التجارة
قام أصحاب الأعمال في راشيل وما حولها بالاستعدادِ لاستقبال الزوار الراغبين في الذهاب إلى المنطقة 51، حيثُ قام بعض ملّاك الفنادق الصغيرة بتوسيع نُزلهم وإضافة غرف جديدة. أعلنَ بعضُ رجل الأعمال من لاس فيغاس عن توظيف فرق موسيقية للمشاركة في الاحتفال فيما أعربَ ماتي روبرتس عن رغبتهِ في إقامة مهرجان موسيقي خارج المنطقة 51. من جهة أخرى؛ نقلت وسائل إعلام محليّة عن صاحبِ متجرٍ في بولدر سيتي قولهُ إنه على الرغم من أن المحل يبعد 170 ميلًا عن المنطقة 51 إلا أن عدد زواره قد ارتفعوا تدريجيًا منذ الإعلان عن خطّة اقتحام «المنطقة السريّة».
اعتمدتْ الشركات الأخرى في جميع أنحاء الولايات المتحدة على الترويج والتسويق لمنتجاتها وخدماتها بالتزامنِ مع هذا الحدث حيثُ أطلقت بعض الشركات مجموعة من البضائع المتعلقة بالحدث فيما تمّ بيعُ أخرى عبر الإنترنت.